# Bjaðmunjo Mýrjartaksdóttir
Bjaðmunjo Mýrjartaksdóttir (fl. 1102/1103) est le nom vieux norrois d'une fille de Muirchertach Ua Briain, Ard ri Erenn.
En 1102 alors qu'elle n'est encore qu'une enfant elle est mariée avec Sigurðr Magnússon, le fils du roi de Norvège  Magnús Óláfsson (mort en 1103). À cette époque, Magnús est en train d'investir son fils comme souverain d'un ensemble comprenant: les Orcades, le royaume de Man et des Îles, et le royaume de Dublin. Cette union qui sera éphémère, est liée à l'alliance conclue entre Muirchertach et Magnús, jusqu'à la mort du second l'année suivante lors d'un obscur combat en Ulster. Sigurðr peu après répudie  Bjaðmunjo, et l'abandonne pour retourner en Scandinavie, où il partage le royaume de Norvège avec ses frères.